# Зіновать Вульфа
Зінова́ть Ву́льфа, або зинова́ть Ву́льфа, або роки́тничок Ву́льфа (Chamaecytisus wulffii) — багаторічна рослина родини бобових. Ендемік Північно-Східного Причорномор'я, занесений до Червоної книги України та Європейського червоного списку. Декоративна і медоносна рослина.

## Опис
Невеличкий кущ 5-20 см заввишки, хамефіт. Пагони сланкі, на верхівці висхідні, запушені. Листки трійчасті, складаються з оберненояйцеподібно-ланцетних запушених листочків. Квітки жовті, зібрані в однобічні гребінчасті китицеподібні суцвіття, розташовані поодинці або попарно в пазухах листків. Плід — широко лінійно-ланцетний, густо запушений біб.

## Екологія та поширення
Рослина світлолюбна, посухостійка, полюбляє ґрунти, багаті на кальцій. Зростає у несформованих петрофітних (каменелюбних) рослинних угрупованнях на вапнякових скелях, яйлах, біля верхньої межі соснових лісів.
Квітне у травні-липні, запилюється комахами. Плодоносить у липні-серпні. Розмножується насінням.
Ареал зіноваті Вульфа вузький і охоплює ділянки Гірського Криму та Південного узбережжя Кримського півострова, причому переважна більшість осередків розташована на горі Ай-Петрі. А. В. Єна включив його до списку ендемічних рослин Криму. За межами України ця рослина знайдена біля Новоросійська (Росія).

## Значення і статус виду
Стан українських популяцій стабільний, але вид має вузьку еколого-ценотичну амплітуду та слабку конкурентну здатність, що перешкоджає його ширшому розповсюдженню у природі. Крім того, зіновать Вульфа страждає від сильного антропогенного навантаження. Рослина охороняється в Байдарському заказнику, Ялтинському гірсько-лісовому та Кримському природних заповідниках.
Завдяки компактному габітусу, посухостійкості і рясному цвітінню зіновать Вульфа дуже ефектна у культурі. Вид перспективний для поширення як декоративний. В дикій природі він цінний тим, що затримує часточки ґрунту на крутих схилах, запобігаючи їх ерозії.

## Синоніми
- Cytisus wulffii V. Krecz.